# Deborah Harkness
Deborah Harkness (Philadelphia, 5 april 1965) is een Amerikaans geleerde en schrijfster. Ze wordt beschouwd als een goede historica wat betreft wetenschap en medicijnen en is gespecialiseerd in de vijftiende, zestiende en zeventiende eeuw. 
Harkness publiceerde twee historische werken; John Dee's Conversations with Angels: Cabala, Alchemy and the End of Nature (1999) en The Jewel House: Elizabethan London and the Scientific Revolution (2007). In 2011 verscheen haar boek A Discovery of Witches, een verhaal over magie, wetenschap en geschiedenis, dat meteen een bestseller werd die verscheen op Amazon's Best Books of February 2011 List. Ze is ook de auteur van de prijswinnende blog Good Wine Under $20. 

## Biografie
Harkness groeide op nabij Philadelphia, Pennsylvania. Ze was de dochter van een Amerikaanse vader en een moeder van Britse afkomst en studeerde aan het Mount Holyoke College, de Northwestern University en de University of California at Davis.

## Werk
Harkness doceert geschiedenis aan de University of Southern California. In 2011 publiceerde ze haar eerste werk van fictie getiteld A Discovery of Witches (vertaald als Aller Zielen), dat werd vertaald in 34 verschillende landen. Het boek is het eerste in een trilogie en is bestemd voor volwassenen. Het vertelt het verhaal van een onwillige, moderne heks die per ongeluk een oud manuscript ontdekt in de Universiteit van Oxford, waarbij ze de aandacht trekt van diverse magische wezens die onder de mensen leven, zoals andere heksen, demonen en een 1500-oude Franse vampier.